# Enallagma clausum
Enallagma clausum är en trollsländeart som beskrevs av Morse 1895. Enallagma clausum ingår i släktet Enallagma och familjen dammflicksländor. Inga underarter finns listade i Catalogue of Life.